# Alia Bhatt
Alia Bhatt (/ ˈɑːl iə ˈ b ʌ t /) (India, 1993. március 15. –) indiai származású brit színésznő, aki főként hindi filmekben dolgozik. A nehéz helyzetben lévő nők megformálásáról ismert film számos elismerést kapott, köztük egy National Film Awardot és hat Filmfare-díjat. Ő India egyik legjobban fizetett színésznője. A Time magazin 2022-ben Time100 Impact díjjal tüntette ki, 2024-ben pedig a világ 100 legbefolyásosabb embere közé választotta.
A Bhatt családban született, Mahesh Bhatt filmrendező és Soni Razdan színésznő lánya. Miután gyerekként debütált az 1999-es Sangharsh című thrillerben, első főszerepét Karan Johar tinédzserfilmjében , az Év Diákja (2012) címűben játszotta. Megnyerte a Filmfare Critics díját a legjobb női főszereplőnek a Highway (2014) című közúti drámában egy emberrablás áldozatának megformálásáért, és később számos romantikus filmben is főszerepeket mutatott be, amelyeket Johar stúdiója, a Dharma Productions készített.
Bhatt elnyerte a legjobb női főszereplőnek járó Filmfare-díjat az Udta Punjab (2016) című krimisorozatban megformált drogfüggőség áldozatának, a Raazi (2018) című thrillerben beépített kémként megformált alakjáért, a Gully Boy (2019) című musicalben megformált birtokló barátnőjéért, valamint a Gangubai Kathiawadi (2022) című életrajzi filmben egy prostituált címszerepéért. Utóbbiért megkapta a legjobb női főszereplőnek járó Nemzeti Filmdíjat is. Filmprodukciós pályára lépett a Darlings (2022) című fekete komédiával, legnagyobb kereskedelmi sikerét pedig a Brahmāstra: Első rész – Shiva (2022) című fantasy filmmel és a Rocky Aur Rani Kii Prem Kahaani (2023) című romantikus vígjátékkal érte el. Ezek közül az utolsó rekordot döntő ötödik legjobb női főszereplő díjat hozott neki a Filmfare-en.
A színészet mellett Bhatt különféle jótékonysági szervezeteket támogat, befektető és kiemelkedő márkatámogató. 2017-ben megalapította a CoExist ökológiai kezdeményezést, 2019-ben az Eternal Sunshine Productions produkciós céget, 2022-ben pedig a fenntartható ruházati márkát, az Ed-a-Mammát. Bhatt nyolc filmdalát énekelte, köztük a 2014-es " Samjhawan Unplugged " című kislemezt. Ranbir Kapoor színészhez ment feleségül, akivel egy lányuk van.

## Korai élet és háttér
Bhatt 1993. március 15-én született a Bhatt családban az indiai Bombayben (ma Mumbai). Mahesh Bhatt indiai filmrendező és Soni Razdan brit színésznő lánya. Apja gudzsarati származású, míg édesanyja kasmíri-pandit és német-brit felmenőkkel rendelkezik. Bhatt brit állampolgársággal rendelkezik. Nanabhai Bhatt producer-rendező unokája. Van egy nővére, Shaheen, és két féltestvére, Pooja és Rahul Bhatt. Emraan Hashmi színész és Mohit Suri rendező az apai ágon az unokatestvérei, míg Mukesh Bhatt producer a nagybátyja. A Jamnabai Narsee Iskolában tanult, majd otthagyta a tizenkettedik osztályt, hogy színészetet folytathasson.
Bhatt már fiatal kora óta vágyott a színészetre, elmondása szerint először óvodai kóruspróbák során jött rá az érdeklődésére. Hamarosan táncórákra kezdett járni Shiamak Davar intézetében. Első színészi szerepét ötéves korában kapta édesapja Sangharsh (1999) című produkciós vállalkozásában, amelyben rövid ideig Preity Zinta karakterének fiatalabb változatát alakította. Bhatt később a tapasztalatairól beszélve megjegyezte, hogy nem sokra emlékszik belőle.Upadhyay. „Alia Bhatt: The little old star”, Forbes, 2014. december 18.. [2019. december 2-i dátummal az eredetiből archiválva] (Hozzáférés: 2020. május 16.) </ref> Kilencévesen meghallgatásra jelentkezett Sanjay Leela Bhansali Black (2005) című filmjére, de nem kapta meg a szerepet. Három évvel később Bhansali Bhatt szerepét Ranbir Kapoor oldalán alakította, aki 10 évvel idősebb nála, hogy debütáljanak a Balika Vadhu című filmben, amelyet később félretettek.

## Karrier

### Korai munka és áttörés (2012–2015)

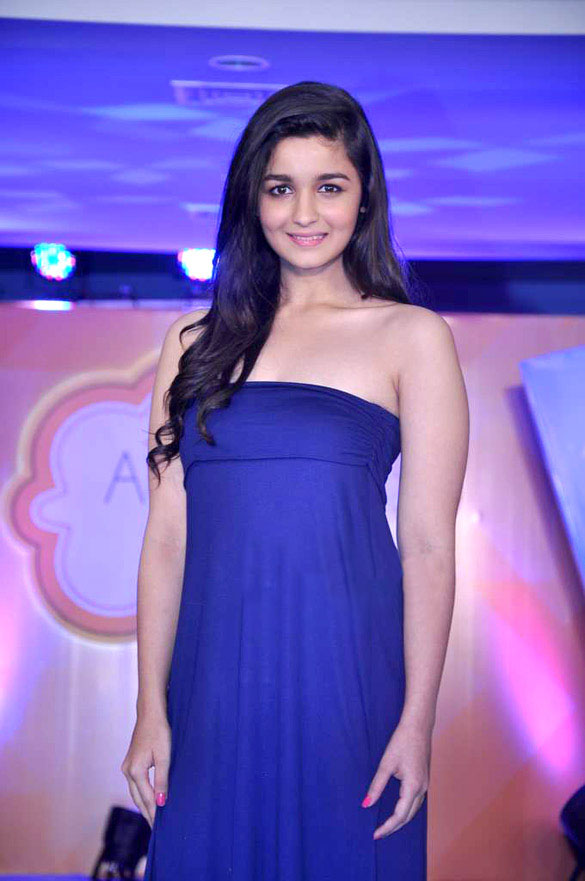
Bhatt 2013-ban

Bhatt első főszerepét 2012-ben kapta Karan Johar tinédzserfilmjében, az Év Diákja címűben, az újonc Sidharth Malhotra és Varun Dhawan oldalán. 500 lánnyal együtt hallgatták meg, és Johar azzal a feltétellel választotta ki, hogy elveszít 16 kilogramm (35 lb), amit három hónap alatt meg is tett. Egy kifinomult tinédzser lányt játszott, aki egy szerelmi háromszögbe keveredett. Anupama Chopra a Hindustan Times- tól hasonlóságokat említett karaktere és Kareena Kapoor szerepe között Johar Kabhi Khushi Kabhie Gham... (2001), de megjegyezte, hogy alakításából „nincs gyilkos attitűd”. Lisa Tsering, a The Hollywood Reporter munkatársa „kifakultnak” nevezte, „elegánstalannak a táncszámokban”, és „korlátozottnak” tartotta a kifejezéseit. A film ₹rúpiás  bevételt hozott. a jegypénztáraknál, kereskedelmi sikert aratva.
Az Év Diákja díjra adott kritikai fogadtatás miatt Bhatt lelkesen vágyott egy kihívást jelentő szerep eljátszására. Imtiaz Ali Highway (2014) című felnőtté válásról szóló filmjében találta meg, amelyben egy gazdag családból származó fiatal nőt alakított, aki az elrablás után Stockholm-szindrómát alakít ki fogvatartója (akit Randeep Hooda alakít) iránt. Dikcióleckéket vett, hogy fejlessze hindi tudását, és a szerep érzelmi és fizikai követelményei kihívások elé álltak. Ali egymás után forgatta a filmet, és számos jelenetet improvizáltak a forgatáson Bhatt reakciói alapján. Azt mondta, hogy karaktere útjának számos aspektusa tükrözte a sajátját, mivel ez volt az első alkalom, hogy olyan helyzeteket élt át, amelyek eltértek saját kiváltságos neveltetésétől. Ronnie Scheib, a Variety munkatársa felfigyelt a „kedvesre merész játékára”, és dicsérte, hogy „mély szomorúságot és vágyakozó intelligenciát” vitt a szerepébe. A film a jegypénztáraknál gyengén teljesített, bár Bhatt elnyerte a Filmfare kritikusok díját a legjobb női főszereplő kategóriában, és a díjátadón jelölést is kapott a legjobb női főszereplő kategóriában. Szintén ebben az évben ő vezette a Going Home című rövidfilmet, amelyet Vikas Bahl rendezett a Vogue India számára a nők biztonságának népszerűsítése érdekében.
Folytatva együttműködését Johar társulatával, a Dharma Productions-szel, Bhatt szerepelt a 2 States és a Humpty Sharma Ki Dulhania (mindkettő 2014) című romantikus filmekben. Az előbbi Chetan Bhagat azonos című regényének adaptációja volt, és két menedzsment szakos hallgatóról szól, akiknek nehézséget okoz meggyőzni szüleiket a kapcsolatukról. Egy makacs tamil lány szerepében egy tanár segítségével tanulta meg tamilul elmondani a szövegét. Shubhra Gupta, az Indian Express újságírója elismerően nyilatkozott Bhattról, „könnyűnek, frissnek és természetesnek” nevezve őt. Egy lányt játszott, akinek viszonya van az esküvője előtt a Shashank Khaitan rendezte Humpty Sharma Ki Dulhania című filmben. Johar Dilwale Dulhania Le Jayenge (1995) című művének tisztelgéseként írta le. Az India Today- nek írt cikkében Rohit Khilnani úgy vélte, hogy Bhatt „eddigi egyik legjobb alakítását” nyújtotta, bár a Mint újságírója, Nandini Ramnath úgy vélte, hogy Bhattnak hiányzik a finomkodás, és azt írta, hogy „kényelmesebben érzi magát, ha párbeszédeken és tetteken keresztül fejezi ki az érzéseit”. Mindkét film kereskedelmileg sikeres volt, mindegyik több mint ₹rúpiát  hozott bevételt. világszerte. Filmjeinek 2014-es kasszasikerei megalapozták karrierjét.
Bhatt újra együtt dolgozott Bahllal a Shaandaar című romantikus vígjátékban. A 2015-ben bemutatott filmben Shahid Kapoor és Bhatt álmatlanságban szenvedőket alakítanak, akik egy külföldi esküvő során egymásba szeretnek. Kunal Guha, a Mumbai Mirror újságírója kritizálta a filmet, és azt írta, hogy Bhatt „életet visz a karakterébe, de ezt a filmet nem tudja igazán életre kelteni”. A film kereskedelmileg nem teljesített jól.

### Karrierfejlődés (2016–2021)

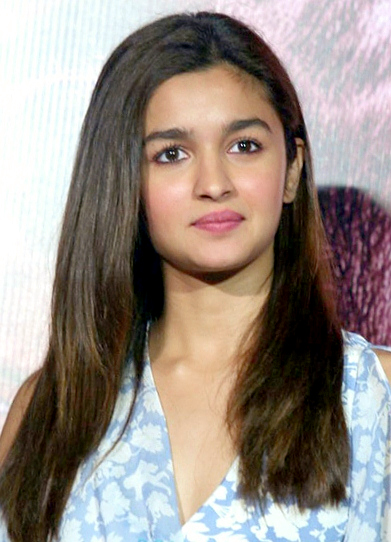
Bhatt egy Udta Punjab rendezvényen 2016-ban

Bhatt 2016-ban mellékszerepet játszott Shakun Batra drámájában, a Kapoor &amp; Sons- ban, Malhotra és Fawad Khan oldalán, amely kritikai és kereskedelmi sikert aratott.  Ezután egy szegény bihari migráns szerepét alakította az Udta Punjab (2016) című, Abhishek Chaubey író-rendező által készített, a szerhasználatról szóló krimiben. Az intenzív szerep eltávolodott a korábbi, többnyire könnyed szerepeitől, és felkészülésként dokumentumfilmeket nézett a drogfogyasztásról, valamint megtanult egy bihari dialektust. A film drogfogyasztásról szóló ábrázolása vitákat és cenzúrát váltott ki Indiában. Bhatt alakítását a kritikusok is elismerték. Raja Sen, a Rediff.com munkatársa azt írta, hogy „rábízza magát az akcentusára, és a film legkellemetlenebb részével is megbirkózik, valamint lenyűgöző egy gyújtó beszéd alatt, amely az egész filmet egy egészen más szintre emeli.” Ezután egy problémás fiatal nőt alakított, aki egy terapeutával (akit Shah Rukh Khan alakít) konzultál Gauri Shinde felnőtté válásról szóló filmjében , a Dear Zindagi-ban (2016). Az IndieWire- nek írt írásaiban Anisha Jhaveri méltatta, hogy a millenniumi generáció szorongásának „háromdimenziós” élményét nyújtotta. Az Udta Punjab és a Dear Zindagi című filmek Bhatt-díjakat is kaptak; az előbbiért elnyerte a Screen Awardot és a Filmfare-díjat a legjobb női főszereplő kategóriában, az utóbbiért pedig további jelölést kapott a Filmfare-en a legjobb női főszereplő kategóriában.
A sikeres filmek sora folytatódott következő projektjével — a Badrinath Ki Dulhania (2017) című romantikus vígjátékkal — amelyben újra összehozta Khaitannal és Dhawannal. Egy független fiatal nő (Bhatt) történetét meséli el, aki nem hajlandó megfelelni soviniszta menyasszonya (Dhawan) patriarchális elvárásainak. Rachel Saltz , a The New York Times munkatársa felfigyelt a film nemek közötti egyenlőségről szóló nyilatkozatára, és ezt írta: „Anélkül, hogy valaha is a vagány Bollywood-i hősnők kliséibe dőlne, [Bhatt] könnyedén megtestesíti azt a csodálatra méltó dolgot: egy modern nőt.” Újabb Filmfare-jelölést kapott a legjobb női főszereplő kategóriában. Meghna Gulzar kémkedéssel foglalkozó thrillerében, a Raaziban (2018), Bhatt alakította Sehmat Khant, egy kasmíri kémet, aki egy pakisztáni katonatiszthez ( Vicky Kaushal ) van feleségül. Az 1971-es indiai-pakisztáni háború idején játszódó film Harinder Sikka Calling Sehmat című regényének adaptációja. A filmet teljes egészében 48 nap alatt forgatták, és Bhatt érzelmileg teljesen kimerítette a tapasztalat. Anna MM Vetticad, a Firstpost munkatársa azt írta, hogy „egy veterán érettségét és magabiztosságát mutatta meg a kamerák előtt”. A Film Quarterly folyóiratnak írt cikkében Bilal Qureshi úgy vélte, hogy alakítása megragadja a film humanista témáit. A Raazi az egyik legnagyobb bevételt hozó, női főszereplésű hindi filmnek bizonyult, és sikere arra késztette a Box Office India-t, hogy Bhatt-et a hindi mozi legsikeresebb kortárs színésznőjeként emlegesse. Újabb díjat nyert a Filmfare-en a legjobb női főszereplő kategóriában.
Bhatt 2019 elején indította el saját produkciós cégét Eternal Sunshine Productions néven. Abban az évben először Ranveer Singh oldalán lépett fel Zoya Akhtar Gully Boy című musicaljében, amelyet Divine és Naezy utcai rapperek élete ihletett. Színésznői workshopokon vett részt, hogy megtanuljon bambaiya hindi nyelvet, és így improvizálni tudjon a forgatáson. A film premierje a 69. Berlini Nemzetközi Filmfesztiválon volt. A Screen Internationalnak írt cikkében Lee Marshall úgy vélekedett, hogy „Bhatt éles alakítása az, ami a legsikeresebben hordozza a Gully Boy által megírt ironikus humor, romantika és társadalmi kommentár keverékét”. Több ₹₹  globális bevétellel, a film Bhatt eddigi legnagyobb bevételt hozó filmjeként jelent meg. Gully Boy rekordot jelentő 13 Filmfare-díjat nyert, Bhatt pedig pályafutása harmadik legjobb női főszereplőnek járó trófeával tüntette ki.
A Kalank (2019) című kosztümös dráma Bhatt eddigi legnagyobb költségvetésű filmje volt. Az 1940-es években, India felosztása előtt játszódó filmben Dhawan és ő kétségbeesett szerelmesek. A Mughal-e-Azam (1960) és az Umrao Jaan (1981) című filmeket nézte, hogy elsajátítsa a korabeli nők testbeszédét; urdu nyelvtudásának fejlesztése érdekében pedig a Zindagi Gulzar Hai című pakisztáni televíziós sorozatot nézte. Shubhra Gupta panaszkodott, hogy „figyelhető, bár egyre bosszantóbban ismerősnek tűnik”. A film nem teljesített jól a jegypénztáraknál. Bhatt legközelebb a Sadak 2- ben (2020) játszott, ami apja Sadak (1991) című krimijének folytatása, de az indiai COVID-19 világjárvány miatt nem kerülhetett mozikba, ehelyett a Disney+ Hotstaron streamelték. Sushant Singh Rajput halála vitát váltott ki a nepotizmusról a hindi filmiparban; rajongói Bhattot hibáztatták a nepotizmus egyik haszonélvezőjeként, és azért, mert egyszer lekicsinylően nyilatkozott Rajputról Johar csevesműsorában , a Koffee with Karanban. Ez szavazási brigádhoz vezetett a film előzetese körül a YouTube- on, ahol az a második legellentmondásosabb videó lett addig a pontig. A film negatív kritikákat kapott, és Pallabi Dey Purkayastha, a The Times of India újságírója Bhatt alakítását „saját magas mércéjéhez képest” „szigorúan átlagosnak” nevezte.

### Elismert színésznő (2022-től napjainkig)

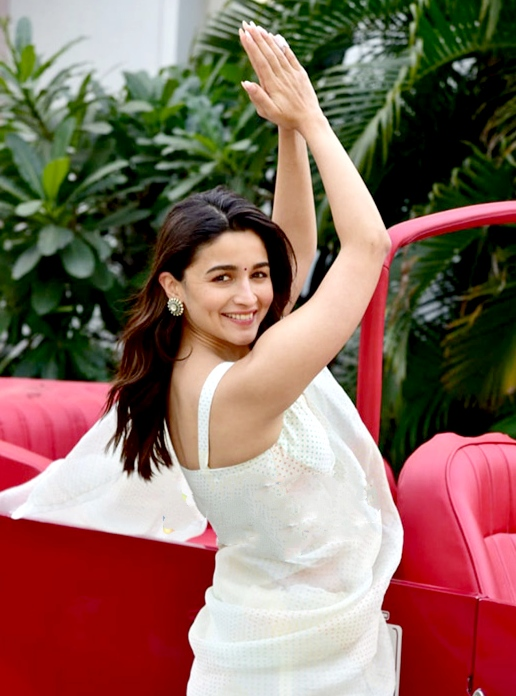
Bhatt a Gangubai Kathiawadi (2022) című film népszerűsítésében játszik, amelyért elnyerte a legjobb női főszereplőnek járó Nemzeti Filmdíjat.

Bhatt további sikereket ért el 2022-ben.   Egy prostituált címszerepét alakította Sanjay Leela Bhansali Gangubai Kathiawadi (2022) című életrajzi filmjében, amelynek premierje a 72. Berlini Nemzetközi Filmfesztiválon volt. Felkészülésként Meena Kumari színésznő munkásságát tanulmányozta, és olyan filmeket nézett meg, mint a Mandi (1983) és a Geisha emlékiratai (2005). Az NDTV munkatársa, Saibal Chatterjee a média azon találgatásaira reagálva, miszerint Bhatt szerepét rosszul választották ki, úgy vélekedett, hogy „a színésznő minden kétséget eloszlat egy csodálatosan élénk alakítással”. Emellett Stutee Ghosh, a The Quint munkatársa is dicsérte, amiért a szerepet „ritka keverékével” alakította, amelyben az ártatlanság és az állkapcsot összeszorító, forrongó düh keveredett. Ez volt a harmadik olyan kiadása, amely több mint ₹rúpiát  hozott be. világszerte. A Guardian szerepeltette alakítását minden idők legjobb filmes alakításainak listáján, és a Filmfare-en negyedik legjobb női főszereplő díját is elnyerte a legjobb női főszereplőnek járó National Film Award díj mellett (amelyet Kriti Sanonnal megosztva kapott a Mimi című filmjéért). Rachel Dwyer kultúrprofesszor megjegyezte: „Meena Kumari a függetlenség utáni mozi hősnője volt [ahogy] Alia Bhatt a mai Bollywood utáni filmeké.” 
Ugyanebben az évben Bhatt egy rövid szerepet vállalt a telugu nyelvű RRR című kosztümös filmben, NT Rama Rao Jr. és Ram Charan főszereplésével. Habár megtanulta a párbeszédeket a nyelven elmondani, egy szinkronművész adta hozzá a szövegét. Minden idők harmadik legnagyobb bevételt hozó indiai filmje lett. Ezután a Netflix fekete vígjátékában, a Darlingsban családon belüli erőszak áldozatát alakította, amely az Eternal Sunshine Productions cége alatt indított első produkciós projektje volt. Namrata Joshi úgy találta, hogy „tökéletesen otthonosan mozog egy átlagos mumbai csajlány szerepében”. A film a Netflix nyitóhétvégéjén a világ legnézettebb indiai filmje lett, és elnyerte a Filmfare OTT-díjat a legjobb webes eredetifilm színésznő kategóriában. 2022-es utolsó filmjében Bhatt Ranbir Kapoor oldalán játszott Ayan Mukerji Brahmāstra: Első rész – Siva című fantasy filmjében. A tervezett trilógia első részének forgatása öt évig tartott. Körülbelül ₹rúpiás  gyártási és marketingköltségvetésből készült, a film az egyik legdrágább indiai film. A TheWrap munkatársa, Simon Abrams panaszkodott, hogy Bhatt szerepét nem használták ki kellőképpen egy rosszul megírt részben, és nem tetszett neki a lány és Kapoor közötti kémia. ₹rúpiát  keresett. hogy a 2022-es év legnagyobb bevételt hozó hindi filmjeként szerepeljen
Bhatt újra találkozott Joharral az ő rendezésében, a Rocky Aur Rani Kii Prem Kahaani (2023) című romantikus vígjátékban, amelyben Ranveer Singh is szerepel. A forgatás és a bemutató néhány hónappal késett a terhessége miatt. A WION Shomini Senje dicsérte a filmben nyújtott alakítását, és úgy vélte, hogy Bhatt egy kiszámítható karakteren javított, de jobban kedvelte Singh tartalmasabb szerepét. Több ₹rúpiás  bevétel világszerte, és az év hetedik legnagyobb bevételt hozó hindi filmje lett. Ötödik alkalommal nyerte el a legjobb női főszereplőnek járó díjat a Filmfare-en, ezzel beérte a kategória legtöbb győzelmének rekordját Nutannal és Kajollal. Bhatt ugyanebben az évben terjeszkedett ki az amerikai mozikba a Heart of Stone című, Netflixen készült kémfilmmel, amelyben Gal Gadot és Jamie Dornan játszottak együtt. Egy gonosztevő számítógépes hackert alakítva, terhessége alatt adta elő karrierje első akciójeleneteit. A kritikusok lesújtották a filmet; az IndieWire-től Kate Erbland azt írta, hogy Bhatt „egy olyan szerepet ad el, amely a sértés határáig alig van megírva”. A filmnek nagy nézettsége volt a Netflixen.
Bhatt executive producerként csatlakozott a Poacher című krimisorozathoz, amely 2024-ben streamelhető volt az Amazon Prime Video- n, miután a 2023-as Sundance Filmfesztiválon debütált. A Dharma Productions és Eternal Sunshine nevű cége által készített Jigra című akció-thrillerben egy bajba jutott nőt alakított, aki megpróbálja kimenteni testvérét (akit Vedang Raina alakít) egy kelet-ázsiai börtönből. Bhatt azt mondta, hogy a védelmező karakter vonzódott hozzá, mivel nemrég született lánya. Saibal Chatterjee a film vegyes kritikáiban a gyengébb alakításai között említette, és nagyra értékelte a nemi normákat megkérdőjelező hősies karakter ábrázolását a típus-ellenes stílusban. A Jigra kasszasikerként robbant be.

## Fordítás
Ez a szócikk részben vagy egészben  az   Alia Bhatt című angol Wikipédia-szócikk ezen változatának fordításán alapul.  Az eredeti cikk szerkesztőit annak laptörténete sorolja fel. Ez a jelzés csupán a megfogalmazás eredetét és a szerzői jogokat jelzi, nem szolgál a cikkben szereplő információk forrásmegjelöléseként.